# Tanjung Morawa
Tanjung Morawa est une ville d'Indonésie située dans le kabupaten de Deli Serdang.

## Démographie
Sa population est d'environ 173 000 habitants.